# Verena Alberti
Verena Alberti é uma historiadora e professora brasileira. É docente na Faculdade de Educação da Universidade Estadual do Rio de Janeiro (UERJ) e na Escola Alemã Corcovado.  Escreveu livros nas áreas de História e Ciências Sociais,  atua nos campos de saberes históricos no espaço escolar e oralidade como fonte para o historiador.

## Formação Universitária
Verena Alberti é licenciada e bacharela em História pela Universidade Federal Fluminense (UFF). Concluiu, no ano de 1988, seu mestrado acadêmico em Antropologia pelo Museu Nacional da Universidade Federal do Rio de Janeiro, por meio do Programa de Pós-Graduação em Antropologia Social (PPGAS). Doutora em Teoria da Literatura pela Universitat Gesamthochschule  Siegen, na Alemanha, e pós-doutora em Ensino de História pela Universidade de Londres, Inglaterra (2009).

## Atuação Acadêmica
Atua como professora da Faculdade de Educação na Universidade do Estado do Rio de Janeiro (UERJ) e na Escola Alemã Corcovado. Na UERJ,  foi coordenadora do Programa Institucional de Bolsa de Iniciação à Docência (PIBID) e faz parte do corpo dirigente da Comissão Acadêmica de Mestrado Profissional em Ensino de História (ProfHistória). A historiadora Verena Alberti, entre meados de 1985 e 2018, atuou na coordenação do Programa e Centro de Pesquisa e Documentação de História Contemporânea do Brasil da Fundação Getúlio Vargas (CPDOC-FGV). Experiente na análise historiográfica com fontes orais, Verena Alberti preside a Associação Brasileira de História Oral (ABHO).

## Áreas de pesquisa
Verena Alberti é uma historiadora e pesquisadora brasileira , cujas contribuições abrangem diversas áreas da história. Seus trabalhos são reconhecidos por sua profundidade e impacto, especialmente nas áreas de ensino de história, história oral, relações raciais e teoria da história. Este estudo explora as principais áreas de atuação de  Alberti, destacando sua importância e influência no campo da história.
O ensino de história é uma das principais áreas de pesquisa de Verena Alberti. Ela se dedicada a desenvolver métodos  sobre o ensino de História. Outra área de grande relevância é a história oral, a historiadora utiliza entrevistas e relatos pessoais para criar narrativas históricas detalhadas e enriquecedoras. Suas obras, como Manual de História Oral e Ouvir Contar: Textos em História Oral, são reconhecidas e utilizadas por pesquisadores e educadores.
Alberti também  pesquisa sobre as relações étnico-raciais no Brasil. Seus estudos exploram a história do movimento negro e as dinâmicas raciais no país, suas pesquisas tratam  das relações raciais e destacam a importância da luta por igualdade e justiça. Além disso, Verena Alberti investiga temas relacionados à teoria e à filosofia da história, com foco na construção das narrativas históricas e na reflexão sobre o riso.

## Obras
Possui publicações amplamente reconhecidas, como Manual de História Oral, publicado em 2004 pela Editora FGV, é uma obra para quem pretende pesquisar na área de história oral, uma metodologia que envolve a coleta e análise de depoimentos orais como fonte histórica. O livro explora as bases teóricas e os procedimentos práticos necessários para a condução de entrevistas e a interpretação dos relatos.
História Oral: A Experiência do CPDOC, publicado em 1989, pela Editora FGV, é uma coletânea que reflete sobre a prática e os desafios da história oral no Brasil, especialmente a partir da experiência do Centro de Pesquisa e Documentação de História Contemporânea do Brasil (CPDOC), da Fundação Getúlio Vargas.
Ouvir Contar: Textos em História Oral, publicado em 2004 pela Editora FGV, é uma coleção de textos que apresenta  aspectos teóricos e práticos da história oral, um critério que  se destaca pela coleta de depoimentos e pela preservação da memória a partir de narrativas orais. O livro examina tanto as potencialidades quanto os desafios desse campo, reunindo reflexões e experiências de pesquisadores que utilizam a história oral como ferramenta de investigação histórica e sociológica.